# Victor Kernbach
Victor Kernbach (n. 14 octombrie 1923, Chișinău, România – d. 16 februarie 1995, București, România) a fost un scriitor român de science fiction și specialist în mitologie, autor al unor lucrări din acest domeniu, între care se remarcă Dicționarul de mitologie generală.

## Biografie
Basarabean, născut la Chișinău (înrudit cu Gheorghe de la Moldova și cu Vasile Conta). Se naște în familia avocatului Eugen Kernbach și a Tamarei (născută Onilă).
A fost nepot al poetului Gheorghe din Moldova și al poetei Ana Conta-Kernbach, sora filosofului Vasile Conta.
Își petrece copilăria și adolescența în orașul natal, unde urmează Liceul B.P. Hasdeu.
În vara lui 1940 se refugiază cu familia în București.
Lucrează la "Vremea", apoi la Evenimentul zilei, patronat de Pamfil Șeicaru.
În 1942 se înscrie la Facultatea de Litere și Filozofie a Universității din București.
O întrerupe timp de doi ani pentru a pleca pe front.
Revine în 1946 și obține licența în litere și filozofie, continuând în paralel activitatea jurnalistică.

## Cărți publicate
- 1951 – Aspecte din literatura rusă (Editura Socec, București)
- 1957 – Rime - versuri  (Editura de Stat pentru Literatura si Arta, București)
- 1958 – Țara dintre zăpezi și portocali - ecouri dintr-un itinerar caucazian (Editura Cartea rusă)
- 1961 – Luntrea sublimă (Editura Tineretului, București)
- 1963 – Lumini pe strada mare (Editura Tineretului, București)
- 1966 – Freamăt galactic - versuri (Editura pentru Literatura), București)
- 1966 – Umbra timpului (Editura Tineretului, București)
- 1967 – Povestiri ciudate (Editura Tineretului, București)
- 1968 – Vantul de miercuri (Editura pentru Literatura), București)
- 1970 – Enigmele miturilor astrale (Editura Albatros, București)
- 1971 – Tabla de oricalc - versuri (Editura Albatros, București)
- 1973 – Sensul enigmelor în evoluția concentrica a cunoașterii (Editura Albatros)
- 1978 – Miturile esențiale (Editura Științifică și Enciclopedică)
- 1983 – Dicționarul de mitologie generală (Editura Albatros) (Editura Științifică și Enciclopedică București, 1989. ISBN 973-29-0030-X.)
- 1984 – Biserica în involuție (Editura Politică)
- 1987 – Vacanțele secrete - pseudobasme (Editura Albatros, București)
- 1994 – Universul mitic al românilor (Editura Științifică, București)
- 1995 – Mit. Mitogeneză. Mitosferă (Editura Casa Școalelor, București)
- 1997 – Penumbra dedicațiilor (Editura Științifică, București)

## Traduceri
- Maiakovski, Poeme] (1931)
- Alexandre Dumas, Stuarții (1943)
- Pavel Bajov, Floarea de piatră: și alte basme din Urali (1948)
- Maiacovschi despre America: [culegere] (în colaborare cu Al. Philippide, Mihu Dragomir, Argintescu Amza, V. Kernbach, O. Rîureanu, I. Dumbravă) (1950)
- Stepan Scipaciov, Căsuța din Șușensk si alte poeme (1950)
- N. Pospelov, P. Sablovschi si A. Zercianinov, Istoria literaturii ruse; [în româneste de B. Iordan ; versuri trad. de V. Kernbach] (1950)
- Sota Rustaveli, Viteazul în piele de tigru (1956)
- Petrus Brovka, Când se unesc râurile, București (în colaborare cu N. Negrea) (1959)
- Gh. Leonidze, Versuri alese, București (1959)
- Margarita Aligher, Versuri alese (în colaborare cu Cristina Lucian, H. Gramescu, Nina Cassian) (1959)
- Basme populare gruzine, București (în colaborare cu Mircea Eleanora)(1961)
- Elisaveta Drabkina, Toamna aurie (în colaborare cu Mircea Eleanora) (1961)
- M. Prilejaeva, Sub cerul Nordului, București (în colaborare cu M. Grădinaru) (1961)
- Armata păcii - antologie, București (1962)
- Nicolos Baratașvili, Versuri (1962)
- S. Mstislavski, În ajun: Anul 1917 (în colaborare cu A. Verbițchi) (1962)
- Konstantin Gamsahurdia, Mâna marelui meșter (1963)
- H.G. Wells, Opere alese, III-IV, București, 1964-1965 (în colaborare cu C. Vonghizas și B. Bereanu)
- Isaak Babel, Armata de cavalerie: povestiri din Odessa (1965)
- Enigma Văii Albe (Povestiri științifico-fantastice bulgare);  (în colaborare cu Mihail Magiari) (1967)
- M.I. Kazakov, Dramaturgia săgeților roșii și albastre; trad. de Paul Verbitchi ; trad. versurilor de Victor Kernbach (1967)
- Bartholomé Bennassar, Inchiziția spaniolă: secolele XV-XIX; traducerea din limba franceza Carmela Roman si Victor Kernbach (1983)
- Norah Lofts, Ca trandafirul în floare (1993)
- John Buell, Agresiunea (1994)